# Carl von Siemens
Carl Heinrich von Siemens (Menzendorf, 3 maart 1829 – Menton, 21 maart 1906) was een Duits industrieel en de broer van Ernst Werner Siemens en Carl Wilhelm Siemens.

## Biografie
Carl Siemens werd geboren in de streek Mecklenburg als achtste van de veertien kinderen van Christian Ferdinand Siemens (1787-1840), een arme pachtboer, en Eleonore Henriette Deichmann (1792-1839). Als hij elf jaar oud is overlijden kort na elkaar zijn beide ouders, waarna zijn dertien jaar oudere broer Ernst Werner de zorg over hem en de rest van het gezin Siemens overnam. Na het afronden van zijn opleiding in 1846 trad hij in dienst van het bedrijf van zijn broer in Berlijn.
In 1853 reisde hij als zaakgelastigde af naar Sint-Petersburg om de aanleg te overzien van het Russische telegrafienetwerk van de Baltische naar de Zwarte Zee, waarvoor Siemens & Halske het contract had binnengehaald. Hier bleek hij dat hij een besluitvaardig, capabel zakenman was, die erin slaagde het project tot een goed einde te brengen. In 1855 ging de Russische activiteiten onder zijn leiding als een zelfstandige bedrijf verder. In 1866 richtte hij er de Elektrische Verlichtingmaatschappij op.
Na het overlijden van zijn vrouw Marie Kapherr – de dochter van een Sint Petersburgse bankier en zakenman – ging Carl in 1869 naar Engeland waar hij zijn broer Carl Wilhelm assisteerde bij diens bedrijfsactiviteiten. Hij was onder andere betrokken bij de aanleg van de trans-Atlantische telegrafiekabel. Zo voerde hij aan boord van het kabellegschip Faraday het bevel over het leggen van de kabel in zee.
In 1880 keerde hij terug naar Sint Petersburg waar hij nieuw leven inblies in zijn Russische zaak. Na de pensionering van Werner von Siemens nam hij begin jaren 1890 samen met Werners zonen Arnold en Wilhelm de dagelijkse leiding over van Siemens in Duitsland, waarbij hij het bedrijf omvormde in een naamloze vennootschap. In 1897 werd hij gekozen tot de eerste voorzitter van de raad van commissarissen van dit nieuwe Siemens & Halske AG. Hij zou deze functie tot in 1904 blijven vervullen, waarna Arnold von Siemens, Werners oudste zoon, hem opvolgde.
Vanwege zijn aan de Russische economie bewezen diensten werd hij door tsaar Nicolaas II in 1895 in de adelstand verheven. Hij overleed op 77-jarige leeftijd in de Franse plaats Menton.